# Госпитальный мост
Госпита́льный мост — мост в Москве через реку Яузу. Соединяет Госпитальную улицу и Госпитальный переулок. Построен в 1941 году на месте старого арочного каменного моста. Авторы проекта: инженеры Г. В. Броверман, Ю. Ф. Вернер и архитекторы К. Т. Топуридзе и И. В. Ткаченко.

## Происхождение названия
Своё название мост получил от расположенного вблизи Главного военного госпиталя имени Н. Н. Бурденко.

## Интересные факты
- Конструкция: под мостом имеются пешеходные проходы по набережным

Вид на Госпитальный мост с сервера, видно как тротуар проходит под мостом

- Раньше по мосту проходили трамвайные пути в сторону Бауманской улицы (Госпитальная площадь-Госпитальный переулок-Малая Почтовая-Лефортовская площадь-Старокирочный переулок-Бауманская)[1]. 26 августа 2010 года появилась информация о восстановлении этой части маршрута[2][3][4], однако за следующие 10 лет работы по восстановлению путей так и не были начаты.
- По мосту проходит автобус № 440.

## Соседние мосты через Яузу
- выше по течению реки — Рубцов мост
- ниже по течению реки — Лефортовский мост